# Plocoglottis pubiflora
Plocoglottis pubiflora är en orkidéart som beskrevs av Rudolf Schlechter. Plocoglottis pubiflora ingår i släktet Plocoglottis och familjen orkidéer. Inga underarter finns listade i Catalogue of Life.